# Puanama
Puanama is een kevergeslacht uit de familie van de boktorren (Cerambycidae). De wetenschappelijke naam van het geslacht werd voor het eerst geldig gepubliceerd in 1995 door Galileo & Martins.

## Soorten
Puanama omvat de volgende soorten:
- Puanama caraca Galileo & Martins, 1995
- Puanama sara Galileo & Martins, 1998
- Puanama sinopia Galileo & Martins, 1995
- Puanama skillmani Galileo & Martins, 2012